# 塔特爾敦 (加利福尼亞州)
塔特爾敦（英語：Tuttletown）是位於美國加利福尼亞州圖奧勒米縣的一個人口普查指定地區。

## 地理
塔特爾敦的座標為38°00′25″N 120°27′04″W / 38.00694°N 120.45111°W，而該地最高點為海拔高度440米（即1440英尺）。

## 人口
根據2010年美國人口普查的數據，塔特爾敦的面積為19.054平方千米，當中陸地面積為19.037平方千米，而水域面積為0.017平方千米。當地共有人口668人，而人口密度為每平方千米35人。